# Ишханов, Юрий Павлович
Юрий Павлович Ишханов (30 декабря 1929 — 23 февраля 2009) — советский и российский скульптор и художник. Народный художник РСФСР (1980), профессор (1990), действительный член Российской академии художеств (1995).

## Биография

Памятник Чехову на Театральной площади Красноярска

Надгробный памятник Народному художнику РСФСР А. Н. Либерову на Старо-Северном кладбище в Омске

Юрий Ишханов родился 30 декабря 1929 года в Кизляре Дагестанской АССР. С детства увлекался рисованием. Окончил специальное Артиллерийское училище в Ереване, затем работал учеником художника-декоратора в театре Грозного. В 1948—1953 годах учился в Симферопольском художественном училище им. Н. С. Самокиша у К. П. Федчук. 
В 1959 году окончил Ленинградский институт живописи, скульптуры и архитектуры им. И. Е. Репина и переехал в Красноярск. 
В 1960—1964 годах проходил обучение в творческой мастерской при АХ СССР у Н. В. Томского, после чего вернулся в Красноярск.
С 1958 года участвовал в художественных выставках. Член Союза художников РСФСР с 1961 года. В 1964 году состоялась его первая отчётная выставка. В 1967—1977 и 1982—1986 годах был председателем правления Красноярской организации Союза художников РСФСР. С 1968 по 1992 год был секретарём правления Союза художников РСФСР по Сибири.
С 1980 года занимался педагогической деятельностью. Заведовал кафедрой декоративно-прикладного искусства института искусств, а с 1987 года — кафедрой скульптуры Красноярского художественного института. С 1994 года руководил творческой мастерской скульптуры. Среди его учеников скульпторы Юрий Киреев, Галина Князева, Константин Зинич, Даши Намдаков и другие.
Работал в станковой, монументальной и монуменально-декоративной скульптуре. Среди его работ: «Девушка-хакаска» (1961), «Целинница» (1962), Памятник А. П. Чехову (1995), «Портрет Тангиева, участника парада 1945 года» (1985), «Памятник Багратиону» в Кизляре (1986), Портрет народного художника РСФСР В. С. Рогаля (1991), Памятник С. М. Кирову (1988, Красноярск), Памятник С. П. Королеву (1989, Зеленогорск) и другие.
Умер в Красноярске 23 февраля 2009 года. Похоронен на аллее почётных граждан Бадалыкского кладбища.

## Награды
- Премия Ленинского комсомола Подмосковья (1970)[5]
- Заслуженный художник РСФСР (1972)[6]
- Народный художник РСФСР (1980)[5]
- Орден Почёта (1999)[7][1]
- Почётный гражданин города Красноярска (1998)[1]
- Почётный знак «За заслуги перед городом Красноярском»[1]
- Золотая медаль и медаль «Достойному» Российской академии художеств[1]
- Почетные грамоты Президиума Верховного Совета РСФСР, Министерства культуры СССР и РСФСР, Союза художников СССР и РСФСР, АН СССР[1]